# 湘南海岸

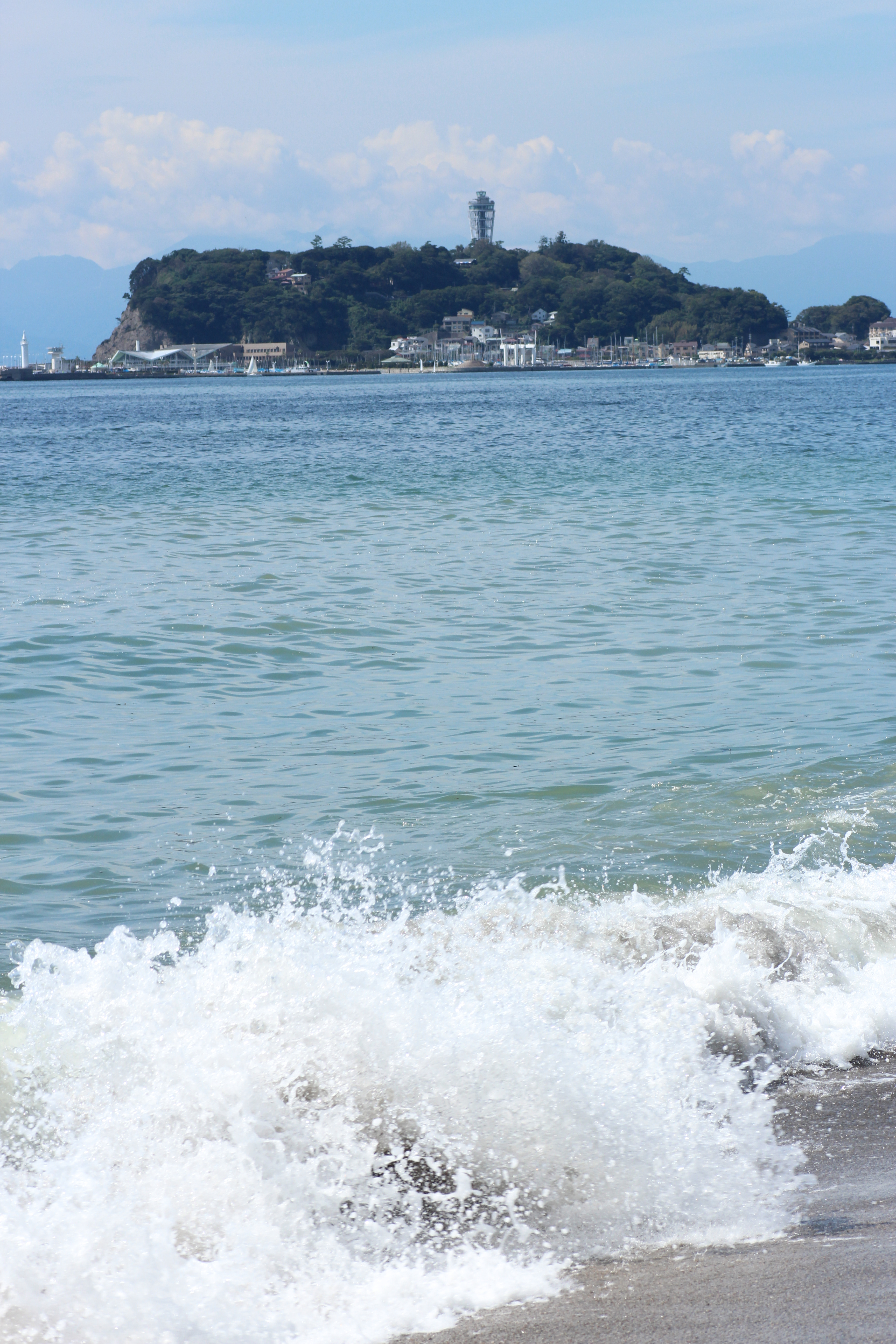
江之岛和湘南海岸

湘南海岸（日语：／*/?），是位於神奈川縣湘南地區從茅崎市到鐮倉市的海岸。由於風景優美，海岸一帶成為日本著名的衝浪與約會聖地。

## 景觀
江之島的東西兩側呈現十分不同的景色。
江之島東側（鎌倉市側）的山丘緊鄰海岸，沙灘狹小，並有稻村崎與小動岬等岩礁。海岸沿線有國道134號及江之島電鐵線通過。
江之島西側（藤澤市、茅崎市側）是沿著相模灣延伸的廣大沙灘。海岸種有黑松防風林。沿著海岸的國道134號位於防風林內側，因此幾乎看不到海岸。不過，從藤澤市湘南海岸公園至茅崎市中島的沙灘設有自行車道，有許多居民在此騎車、跑步、散步。茅崎海岸有座小岩礁姥島（烏帽子岩）。
從湘南海岸往西眺望，可一覽海岸與富士山、箱根、伊豆、丹澤山群，是攝影與繪畫的熱門主題。

## 名数指定
- 1987年，湘南海岸 新日本觀光地100選 讀賣新聞[1]
- 1987年，湘南海岸 日本白砂青松100選 日本松之綠守護會[2]
- 1989年，湘南海岸的松树森林 神奈川縣美林50選 神奈川縣環境農政部森林課

## 文化
- 文學藝術
  - 《潮風》：里見弴
  - 《蜃氣樓》：芥川龍之介　
  - 《海很廣大》《海邊人間》：阿部昭　
  - 《湘南海光之窗》：城山三郎
  - 《湘南海岸殺人事件》：齋藤榮
- 音樂
  - 《七里濱哀歌》詞：三角錫子 曲：Jeremaia ingarusu
  - 《濱邊之歌》詞：林古渓 曲：成田為三
  - 《湘南漲潮》：加山雄三
  - 《London-Paris-New York-湘南》
  - 《湘南SEPTEMBER》《Bye Bye My Love（U are the one）》：南方之星
  - 《湘南My Love》：夏之管　
  - 《湘南的男人們》：安·刘易斯
  - 《湘南海岸通》：岡田奈奈
  - 《湘南夏》：輝夜姬
  - 《鵠沼冲浪》《江之島電扶梯》《腰越crybaby》《七里濱skywalk》《稻村崎jen》：亞細亞功夫世代　
  - 《湘南海岸》真田直己
- 影視作品
  - 《抱緊我，就像那海浪一般》：馬場康夫 。1991年、東寶
  - 《NAGISA》：小沼勝。2000年
  - 《太陽之歌》：小泉德宏。2006年、松竹
  - 《太陽與海的教室》：富士電視台系列。2008年
  - 《海上你一直微笑。》：喜多一郎。2009年
- 漫畫
  - 《湘南爆走族》：吉田聰。
  - 《湘南故事》：小谷憲一。

## 沿岸自治體
- 鎌倉市
- 藤澤市
- 茅崎市